# 10e division (armée impériale japonaise)
Pour les articles homonymes, voir 10e division.
La 10e division (第10師団, Dai-Jū shidan) est une unité d'infanterie de l'armée impériale japonaise. Son nom de code est Division Fer (鉄兵団, Tetsu-heidan). La 10e est l'une des six nouvelles divisions créées après la première guerre sino-japonaise le 1er octobre 1898. Ses troupes sont recrutées principalement dans les trois préfectures de Hyōgo, Okayama et Tottori, plus une partie de celle de Shimane. Son quartier-général se situe à Himeji et son premier commandant est le prince Fushimi Sadanaru.

## Histoire

### Guerre russo-japonaise
Durant la guerre russo-japonaise, sous le commandement du lieutenant-général Kawamura Kageaki, la 10e division est assignée à la 4e armée, et participe à la bataille du fleuve Yalou (avril 1904), à la bataille de Hsimucheng (juillet 1904), à la bataille de Liaoyang (août 1904), et à la bataille du Cha-Ho (octobre 1904). Le 15 janvier 1905, elle passe sous le commandement du lieutenant-général Andō Sadayoshi et participe à la bataille de Sandepu et à la bataille de Mukden.

### Seconde guerre sino-japonaise et guerre du Pacifique
La 10e division est redéployée sur le continent asiatique durant l'incident de Mukden en septembre 1931 et reste stationnée en Mandchourie par la suite, participant à l'opération Jinzhou avant de retourner au Japon en mars 1934.
En juillet 1937, au début de la seconde guerre sino-japonaise, la 10e division retourne en Chine sous le commandement du lieutenant-général Rensuke Isogai. Elle participe à l'opération de la voie ferrée Pékin-Hankou, à l'opération de la voie ferrée Tianjin-Pukou et à la bataille de Xuzhou, avant de subir un sérieux revers à la bataille de Taierzhuang. Elle fait partie de l'aile nord de l'offensive japonaise à la bataille de Wuhan. De retour au Japon en octobre 1939, elle est réorganisée en division triangulaire et son 40e régiment d'infanterie est transféré à la nouvelle 25e division. En août 1940, la 10e division est envoyée à Jiamusi dans le nord du Mandchoukouo sous le commandement du lieutenant-général Tōichi Sasaki et placée sous le contrôle de l'armée japonaise du Guandong. Pendant les années suivantes, elle sert de force de garnison à la frontière et agit comme police locale.
Cependant, en 1944, au vu de la situation désespérée du Japon dans la guerre du Pacifique, la 10e division est transférée dans les actions contre les États-Unis. D'abord envoyée à Taïwan, elle est ensuite stationnée à Luçon aux Philippines sous le commandement de la 14e armée régionale. Elle est pratiquement annihilée à la bataille de Luçon, où son 39e régiment d'infanterie se distingue particulièrement, et continue avec des opérations de guérilla jusqu'à la capitulation du Japon le 15 août 1945, malgré de fortes pertes dues aux maladies tropicales et au manque de vivres.

## Ordre de bataille (1941)
- 10e régiment d'infanterie (Okayama)
- 39e régiment d'infanterie (Himeji)
- 63e régiment d'infanterie (Matsue)
- 10e régiment de reconnaissance (en)
- 10e régiment d'artillerie
- 10e régiment de génie
- 10e régiment de logistique et de transport
- 10e compagnie des signaux
- 10e compagnie du matériel
- 10/1er hôpital de campagne
- 10/2e hôpital de campagne
- 10/4e hôpital de campagne
- 10e compagnie des armes chimiques
- 10e département de prévention des épidémies et de purification de l'eau
- 10e département vétérinaire